# Đá Én Ca
Đá Én Ca (tiếng Anh: Erica Reef; tiếng Filipino: Gabriela Silang; tiếng Mã Lai: Terumbu Siput; tiếng Trung: 簸箕礁; bính âm: Bòji jiāo; Hán-Việt: Bá Ky tiêu) là một rạn san hô vòng thuộc cụm An Bang (cụm Thám Hiểm) của quần đảo Trường Sa.

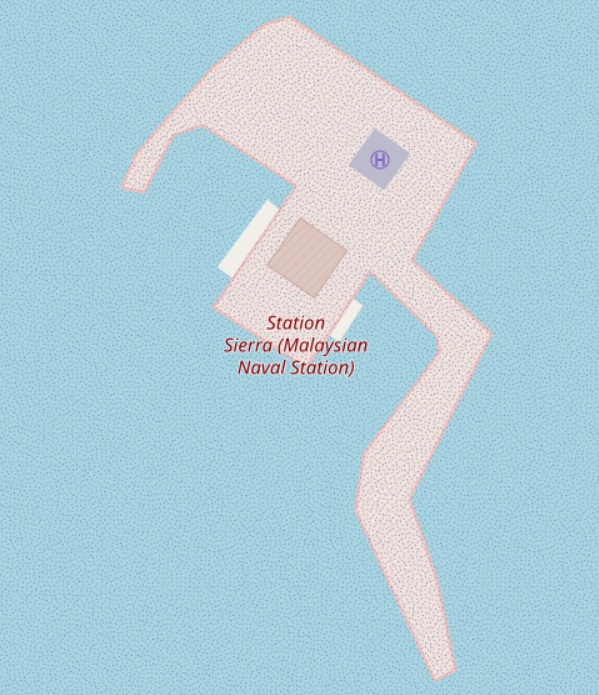
Trạm Sierra trên đá Én Ca

Đá Én Ca là đối tượng tranh chấp giữa Việt Nam, Đài Loan, Malaysia, Philippines và Trung Quốc. Malaysia chiếm đóng rạn vòng này từ năm 1998 và đồn trú trên một tiền đồn gọi là Trạm Sierra.

## Đặc điểm
Vành san hô đá Én Ca khép kín có hình ô-van bao bọc lấy một vụng biển nông. Chỉ có vài hòn đá ở mặt đông có thể nổi lên khi thủy triều xuống.

## Lịch sử
Năm 1979, Malaysia công bố bản đồ trong đó một số đảo của Trường Sa được đánh dấu là lãnh thổ Malaysia. Tháng 6 năm 1983, Malaysia chiếm đóng quân sự đảo đầu tiên – Đá Hoa Lau – trong khu vực yêu sách. Tháng 9 năm 1983, Malaysia chính thức tuyên bố quyết định chiếm bãi ngầm James, đá Hoa Lau, bãi Kiêu Ngựa, đá Kỳ Vân và xem chúng là một phần của "vùng kinh tế biển" theo cách gọi của nước này. Tháng 12 năm 1986, hải quân Malaysia chiếm đảo Đá Kỳ Vân và Kiêu Ngựa.
Tháng 5 năm 1999, Malaysia xây dựng một một tiền đồn hải quân có tên là Trạm Sierra trên đá Én Ca.